# 葫芦猪笼草
葫芦猪笼草（学名：Nepenthes ventricosa）是菲律宾特有的热带食虫植物。其生长于海拔1000米至2000米的山地森林中。其存在于吕宋岛、班乃岛和辛布亚岛。
其捕虫笼众多，可高达20厘米，为白色至红色。在野外，其捕虫笼存在硬质平口和软质斜口两种类型。硬质平口的捕虫笼更持久，而具软质斜口捕虫笼的植株更耐热。
葫芦猪笼草与伯克猪笼草（N. burkei ）和辛布亚岛猪笼草（N. sibuyanensis ）之间存在着密切的近缘关系。

## 种下类群
- Nepenthes ventricosa f. luteoviridis Y.Fukatsu (1999) nom.nud.

## 自然杂交种
- N. alata × N. ventricosa[3][=N. × ventrata][5]

## 栽培方法
葫芦猪笼草属于容易栽培的中高地猪笼草，这种猪笼草以其成年植株极为优越的耐寒和耐低空气湿度性能而被视作是最为耐寒的猪笼草之一，甚至可以抵抗住短期的霜冻。就连许多比它更耐寒的园艺杂交种都是该物种的后代。
略微害怕炎热环境，在过于炎热的夏季最好对其进行遮阴。
葫芦猪笼草的杂交种对环境常常具有卓越的适应力，因此也经常被应用于园艺育种。

## 扩展阅读
- 食虫植物照片搜寻引擎中葫芦猪笼草的照片 （页面存档备份，存于）

 维基共享资源上的相關多媒體資源：葫芦猪笼草
 維基物種上的相關：葫芦猪笼草